# Жибек-Жолинський сільський округ (Сауранський район)
Жибек-Жоли́нський сільський округ (каз. Жібек жолы ауылдық округі, рос. Жибекжолинский сельский округ) — адміністративна одиниця у складі Сауранського району Туркестанської області Казахстану. Адміністративний центр — село Сауран.
Населення — 2144 особи (2021; 2205 у 2009, 2047 у 1999, 1545 у 1989).
Станом на 1989 рік село Суаран та селище Роз'їзд 30 перебували у складі Инталинської сільської ради.

## Склад
До складу округу входять такі населені пункти:
| Населений пункт   | Колишні назви | Населення, осіб (1989) | Населення, осіб (1999) | Населення, осіб (2009) | Населення, осіб (2021) |
| ----------------- | ------------- | ---------------------- | ---------------------- | ---------------------- | ---------------------- |
| Ескі-Сауран, село | Роз'їзд 30    | 547                    | 674                    | 679                    | 595                    |
| Сауран, село      | -             | 998                    | 1373                   | 1526                   | 1549                   |